# Capul
Capul is een gemeente in de Filipijnse provincie Northern Samar op het gelijknamige eiland. Bij de laatste census in 2007 had de gemeente ruim 11 duizend inwoners.

## Geografie

### Bestuurlijke indeling
Capul is onderverdeeld in de volgende 12 barangays:
| - Aguin - Jubang - Landusan - Oson - Poblacion Barangay 1 - Poblacion Barangay 2 | - Poblacion Barangay 3 - Poblacion Barangay 4 - Poblacion Barangay 5 - Sagaosawan - San Luis - Sawang |

### Topografie
Het eiland Capul is 14 kilometer lang en maximaal 5 kilometer breed. Het heeft een oppervlakte van 35 km².

## Demografie
Capul had bij de census van 2007 een inwoneraantal van 11.289 mensen. Dit zijn 670 mensen (6,3%) meer dan bij de vorige census van 2000. De gemiddelde jaarlijkse groei komt daarmee uit op 0,85%, hetgeen lager is dan het landelijk jaarlijks gemiddelde over deze periode (2,04%). Vergeleken met de census van 1995 is het aantal mensen met 1.325 (13,3%) toegenomen.

De bevolkingsdichtheid van Capul was ten tijde van de laatste census, met 11.289 inwoners op 35,56 km², 317,5 mensen per km².